# Hesselbach (Banfe)
Der Hesselbach ist der 2,6 km lange, östliche und orographisch rechte Oberlauf der Banfe im nordrhein-westfälischen Kreis Siegen-Wittgenstein.

## Etymologie
Der Flussname bedeutet so viel wie 'von Haselsträuchern umstandener Bach' (ahd. hesilīn 'aus Haselholz').

## Geographie

### Verlauf
Der Hesselbach entspringt östlich von Hesselbach, einem Ortsteil von Bad Laasphe. Seine Quelle befindet sich auf der Südflanke des Spreitzkopfs (627 m ü. NHN) auf etwa 530 m ü. NHN Höhe. Von dort fließt er auf den ersten Metern in südliche Richtung, wendet sich dann aber im weiteren Verlauf in überwiegend westliche Richtung. Der Hesselbach durchfließt die gleichnamige Ortschaft Hesselbach und fließt danach durch ein offenes Wiesental, immer parallel zur Hesselbacher Straße. Danach fließt er an einer Kläranlage unterhalb der Fischelbacher Mühle mit dem zuletzt von Süden aus dem Ort Fischelbach kommenden und nach Länge wie Einzugsgebiet bedeutenderen linken Oberlauf Fischelbach auf rund 399 m ü. NHN zur Banfe zusammen, die dann zunächst nordwärts weiter auf den Ort Banfe zufließt. Westlich des Zusammenflusses steht der auch Burg genannte Burgberg (563,2 m ü. NHN).

### Naturräumliche Zuordnung
Der Hesselbach fließt in der naturräumlichen Haupteinheitengruppe Süderbergland (Nr. 33) und in der Haupteinheit Rothaargebirge (mit Hochsauerland) (333) durch die Untereinheit Südwittgensteiner Bergland (Wittgensteiner Lahnbergland; 333.2).